# Manakamana (Gorkha)
Pour les articles homonymes, voir Manakamana.
Manakamana (en népalais : मनकामना) est un comité de développement villageois du Népal situé dans le district de Gorkha. Au recensement de 2011, il comptait 6 203 habitants.